# Talena
Talena ist ein weiblicher Vorname, der als Erweiterung des Namens Tale gilt. Bedeuten tut er „die Edle“ oder „die Vornehme“.

## Weitere Info
Der Ursprung des Namens liegt im Althochdeutschen. Talena ist darüber hinaus eine spanische und lettische verkürzte Schreibvariante von Magdalena.